# Kraftwerk Mount Storm
Das Kraftwerk Mount Storm (englisch Mount Storm Power Station) ist ein Kohlekraftwerk im Osten West Virginias. Die drei Blöcke mit insgesamt 1.629 MW Bruttoleistung wurden in den 1960er und 70er Jahren von der Virginia Electric and Power Company (VEPCO) erbaut. Heute ist Mount Storm das größte Kraftwerk der Nachfolgegesellschaft Dominion Resources.
Bis zur Auskohlung 2006 wurde das Kraftwerk von der nahegelegenen Mettiki Mine mit Steinkohle versorgt. Aus Steuerspargründen wird die Kohle mit Dieselöl gemischt als sogenanntes synfuel verbrannt.
1965 war das Kraftwerk der Ausgangspunkt der ersten 500-kV-Hochspannungsleitung der USA.

## Blöcke
| Block | Installierte Leistung (MWe) | In Betrieb genommen | Kesselhersteller       | Generatorhersteller   | Generalunternehmer |
| ----- | --------------------------- | ------------------- | ---------------------- | --------------------- | ------------------ |
| 1     | 551                         | September 1965      | Combustion Engineering | Westinghouse Electric | Stone & Webster    |
| 2     | 551                         | Juni 1966           | Combustion Engineering | Westinghouse Electric | Stone & Webster    |
| 3     | 553                         | Dezember 1973       | Combustion Engineering | Asea Brown Boveri     | Stone & Webster    |